# 1994 en sports équestres
Chronologie des sports équestres
- 1993 en sports équestres - 1994 en sports équestres - 1995 en sports équestres

Cet article présente les faits marquants de l'année 1994 en sports équestres.

## Événements

### Avril
- avril 1994 : la finale de la coupe du monde de saut d'obstacles 1993-1994 est remportée par Jos Lansink et Libero H[1].

### Juillet
- 27 juillet 1994 au 7 août 1994 : seconde édition des Jeux équestres mondiaux à La Haye (Pays-Bas)[2].

### Octobre
- octobre 1994 : première édition d'Equita'Lyon.

### Année
- la finale de la coupe du monde de dressage 1993-1994 à Göteborg (Suède) est remportée par Monica Theodorescu sur Ganimedes[3].